# Disturbios en Sichuan de 2008
Los disturbios en Sichuan de 2008 formaron parte de los disturbios tibetanos de 2008 y fue uno de los dos principales eventos que ocurrieron en Sichuan durante 2008, el otro fue el terremoto de Sichuan de 2008 en mayo de 2008.

## Eventos
El 16 de marzo, los monjes tibetanos organizaron una protesta contra el duro trato recibido por el gobierno chino. Se corrió la voz y la policía se involucró. Los monjes y los residentes locales se enfrentaron con la policía, matando al menos a un policía y prendieron fuego a tres o cuatro camionetas de la policía.[cita requerida]
En Aba, un testigo dijo que murieron 17 personas, incluida una niña que asistía a la escuela secundaria. El 18 de marzo, el testigo describió la zona como llena de policías y soldados, y la gente como ansiosa. Las protestas continuaron durante varios días.
El 24 de marzo, AP informa que la estatal china Xinhua dijo que "381 personas involucradas en las protestas (…) se habían rendido a la policía" en Aba que no fue verificado por fuentes independientes.

## Informes no verificados
Como informó la BBC, los informes no verificados en Sichuan y las "expulsiones y restricciones de extranjeros, y los informes no corroborados de grandes convoyes de paramilitares que ingresan a áreas de disturbios, hacen temer que el gobierno haya creado una 'caja negra' en la que su personal de seguridad puede actuar sin escrutinio".
La BBC también informa: "También se dijo que los disturbios volvieron a estallar en Aba, Sichuan, donde hay denuncias de que la policía disparó entre 13 y 30 manifestantes después de que se incendiara una estación de policía. Al igual que las afirmaciones de exiliados tibetanos de que al menos 80 han muerto en Lhasa, los informes de muertes son imposibles de verificar debido a las restricciones impuestas a los periodistas".

## Respuesta gubernamental
Durante la semana del 22 de marzo, las autoridades y las fuerzas de seguridad de la ciudad de Chengdu, la capital de Sichuan, cerraron un barrio tibetano ubicado cerca de la Universidad de las nacionalidades del suroeste y el Templo Wu Hou. El cierre se produce en medio de informes no confirmados de protestas tibetanas a principios de semana y de un ataque con puñaladas de un hombre chino han por parte de un tibetano. Los automóviles y otros vehículos no pudieron circular por el vecindario, que tiene una gran presencia policial.
En la prefectura de Ngaba, en Sichuan, las autoridades chinas dispararon contra los manifestantes. La Administración Central Tibetana afirma que la policía disparó y mató a 19 personas durante la protesta. Las autoridades chinas negaron haber matado manifestantes. Un grupo de derechos humanos publicó fotografías de cadáveres con heridas de bala.
El Club de Corresponsales Extranjeros de China ha informado de "interferencias oficiales con periodistas en Chengdu" y que se han restringido los viajes de periodistas extranjeros a otras áreas de la provincia.

## Detenciones
El 21 y 27 de marzo, las fuerzas policiales chinas detuvieron a monjas del monasterio de Kirti en el condado de Ngawa. La información fue confirmada por el periódico suizo Neue Zürcher Zeitung luego de llamadas telefónicas a la región con lugareños. Las tropas también bloquearon carreteras en las cercanías de Sêrtar. La Campaña Tíbet Libre, con sede en Londres, informó que se habían enviado tropas al condado después de que los residentes volaran un puente cerca del pueblo de Gudu. También se han informado detenciones en Sêrtar después de que las fuerzas de seguridad reprimieron las protestas.

## Enfrentamientos posteriores
El lunes 24 de marzo de 2008 en el condado de Drango, prefectura de Garze, un grupo de derechos tibetanos informó que 200 monjes y gente común se reunieron para marchar antes de que comenzaran los enfrentamientos con la policía. La policía disparó contra la multitud, matando a un monje e hiriendo de gravedad a otro monje, según informó a Associated Press el Centro Tibetano para los Derechos Humanos y la Democracia (TCHRD).
El 25 de marzo, la agencia de noticias estatal china Xinhua informó que un oficial de policía había muerto y varios otros estaban heridos, mientras las protestas de solidaridad se extendían en el oeste del Tíbet, y agregó que la policía "se vio obligada a disparar tiros de advertencia" y había "dispersado a los mafiosos sin ley".
El 27 y 30 de marzo, el TCHRD informó de los suicidios de dos monjes en Amdo como un acto de liberación de la opresión. Sin embargo, la verificación independiente es sobresaliente.
El 3 de abril estalló una nueva violencia en Sichuan, como informan varias fuentes. Según la agencia de noticias Xinhua, al menos un funcionario del gobierno resultó gravemente herido. Un grupo de activistas del Tíbet en el extranjero dijo que ocho personas murieron en el incidente. Dijo que la policía abrió fuego contra cientos de monjes budistas que marcharon hacia las oficinas del gobierno local para exigir la liberación de dos monjes detenidos por poseer fotografías del Dalai Lama. Testigos no identificados dijeron a la agencia tibetana de Radio Free Asia que 15 personas habían muerto en el incidente.